# Alexander von Weber

Alexander von Weber

Alexander Heinrich Victor von Weber (* 6. Januar 1825 in Dresden; † 31. Oktober 1844 in Dresden) war ein deutscher Maler und Sohn von Carl Maria von Weber.

## Familie

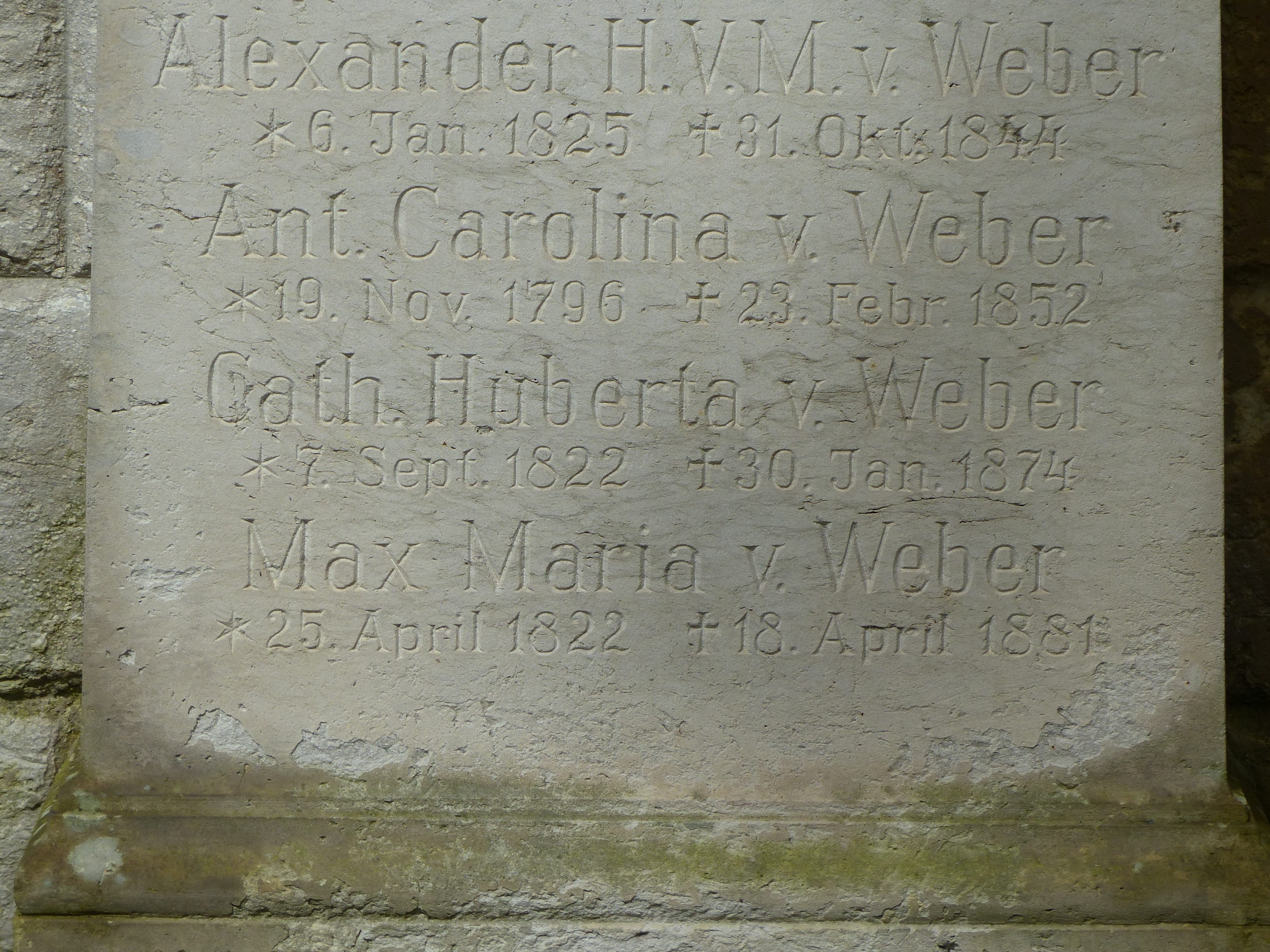
Inschrift auf dem Gedenkstein des Familiengrabes von Carl Maria von Weber

Weber war der zweite Sohn des Komponisten Carl Maria von Weber und dessen Ehefrau Caroline, geborene Brandt. Seine Schwester, Maria Caroline Friederike Auguste von Weber (* 22. Dezember 1818 in Dresden; † 28. April 1819 in Dresden) war früh verstorben, wohingegen sein Bruder, der Eisenbahningenieur Max Maria von Weber, ihn weit überlebte. 

## Leben
Alexander von Weber war gerade ein Jahr alt, als sein Vater im Juni 1826 verstarb. Seine Mutter und die Freunde des Vaters, der Naturforscher und Afrikareisende Hinrich Lichtenstein und der Schriftsteller Carl Theodor Winkler übernahmen die Erziehung. Alexander von Weber zeigte früh zeichnerisches Talent und wurde entsprechend gefördert; er wurde Schüler von Prof. Ehrhardt, Eduard Bendemann (1811–1889) und Prof. Hübner an der Akademie der bildenden Künste in Dresden und nahm an den Akademie-Ausstellungen von 1838/39 mit Zeichnungen nach Gipsen sowie 1842 bis 1844 mit Porträts teil. 
Im Jahr 1844 wurde ein Bild der deutschen Jungfrau, welche von einem Helm bekränzt wird, erwähnt.
Er verstarb im Oktober 1844 an Masern und wurde in der neu errichteten Familiengrabstätte auf dem Alten Katholischen Friedhof in Dresden-Friedrichstadt beigesetzt. Tragisch war, dass die Leiche seines Vaters zur gleichen Zeit aus London nach Dresden überführt wurde und im Dezember 1844 ebenfalls ihre letzte Ruhestätte im Familiengrab fand.

## Wirken
Alexander von Weber hinterließ u. a. ein Ölgemälde von seiner Mutter Caroline von Weber (1843), das sich im Carl-Maria-von-Weber-Museum in Hosterwitz befindet, und ein Landschaftsbild, das im Stadtmuseum Dresden ausgestellt wird. Außerdem gibt es Abbildungen von Gemälden und Zeichnungen, deren Verbleib ungeklärt ist, u. a. ein Ölgemälde von Ida Jähns (geb. Klöden).